# Oideterus dichotomus
Oideterus dichotomus es una especie de escarabajo longicornio del género Oideterus, categorizada en la tribu Anacolini, de la subfamilia Prioninae. Fue descrita por Galileo en 1987.
El período de actividad en ejemplares adultos se presenta regularmente en marzo y mayo y entre agosto y noviembre. Existe un ejemplar de la especie en la colección estatal Zoológica de Múnich.

## Descripción
Mide 6,8-18,7 mm de longitud.

## Distribución
Se distribuye por América del Sur: en Colombia y Ecuador.